# Stéphane Séjourné
Stéphane Séjourné (sinh ngày 26 tháng 3 năm 1985) là một luật sư và chính khách người Pháp, được bầu làm Nghị sĩ Nghị viện châu Âu (MEP) năm 2019. Năm 2021, ông lãnh đạo Renew Europe, một nhóm nghị sĩ tự do thân châu Âu. Séjourné cố vấn cho Emmanuel Macron và cũng như cố vấn cho chiến dịch tranh cử tổng thống năm 2017. Năm 2022, ông trở thành tổng bí thư Đảng Phục hưng.

## Sự nghiệp chính trị
Kể từ khi vào quốc hội, Séjourné đã phục vụ trong Ủy ban về các vấn đề pháp lý. Ngoài các nhiệm vụ của ủy ban, ông còn là thành viên của các phái đoàn của Nghị viện về quan hệ với Mercosur và Hội đồng Nghị viện châu Âu-Nam Mỹ. Ông cũng là thành viên của nhóm MEP chống ung thư.

## Vị trí chính trị
Séjourné được coi là đồng minh thân cận của Tổng thống Emmanuel Macron.

## Đời tư
Séjourné là một người đồng tính nam công khai, từng có mối quan hệ kết hợp dân sự với Gabriel Attal, người giữ chức Thủ tướng Pháp kể từ tháng 1 năm 2024. Mối quan hệ này đã kết thúc vào năm 2024.